# 1906 год в музыке

## События
- 27 мая — премьера Симфонии № 6 Густава Малера в Эссене
- При содействии Сергея Танеева в Москве основывается Народная консерватория
- Дебют оперной певицы Амелиты Галли-Курчи
- Появление жанра китайской оперы «yueju» (кит. 越剧)

## Хиты
- «Stop Your Tickling Jock»

## Классическая музыка
- Фрэнк Бридж — «Три идиллии» для струнного квартета; квартет № 1 ми-минор «Bologna»
- Григораш Динику — «Hora staccato» для скрипки
- Эдуард Элгар — оратория «The Kingdom»
- Джордже Энеску — «Concertstück» для альта и фортепиано; децимет для духовых ре-мажор, опус 14; «Légende» для труба и фортепиано
- Чарлз Айвз — симфония «Центральный парк в темноте»
- Густав Малер — симфония № 6
- Карл Нильсен — струнный квартет № 4 фа-мажор, опус 44
- Сергей Рахманинов — симфония № 2 ми-минор
- Макс Регер — серенада для оркестра соль-мажор, опус 95
- Арнольд Шёнберг — камерная симфония № 1
- Сергей Танеев — квартет для фортепиано ми-мажор, опус 20
- Эдгар Варез — «Un grand sommeil noir», на стихи Поля Верлена
- Антон Веберн — рондо для струнного квартета

## Опера
- Вальтер Браунфельс — «Фалада»
- Жюль Массне — «Ариана»
- Карл Нильсен — «Маскарад»
- Сергей Рахманинов — «Франческа да Римини»
- Этель Смит — «Вредители»
- Эрманно Вольф-Феррари — «Четыре деспота»

## Родились

### Январь
- 1 января — Джованни Д’Анци[итал.] (ум. 1974) — итальянский музыкант и композитор
- 4 января
  -  Фрэнки Ньютон[англ.] (ум. 1954) — американский джазовый трубач
  - Стефан Рахонь (ум. 2001) — польский дирижёр и композитор
- 14 января — Вальтер Кнапе (ум. 2000) — немецкий музыковед, хоровой дирижёр и композитор
- 19 января — Бениамин Мордкович (ум. 2000) — советский и украинский скрипач и музыкальный педагог
- 26 января — Алессандро Чиконьини (ум. 1995) — итальянский кинокомпозитор
- 27 января — Радамес Гнаттали (ум. 1988) — бразильский композитор
- 31 января
  - Рузвельт Сайкс[англ.] (ум. 1983) — американский блюзовый пианист, певец и автор песен
  - Бенджамин Франкел[англ.] (ум. 1973) — британский композитор

### Февраль
- 1 февраля — Хильдегард[англ.] (ум. 2005) — американская актриса и певица кабаре
- 5 февраля — Зара Левина (ум. 1976) — советская пианистка и композитор
- 19 февраля — Грейс Мэри Уильямс (ум. 1977) — британский валлийский композитор

### Март
- 3 марта — Барни Бигард (ум. 1980) — американский джазовый кларнетист
- 13 марта — Фрэнк Тешемахер[англ.] (ум. 1932) — американский джазовый кларнетист и саксофонист
- 20 марта — Оззи Нельсон[англ.] (ум. 1975) — американский актёр, бэндлидер, продюсер и режиссёр
- 21 марта — Алексей Искандаров (ум. 1999) — советский и российский композитор
- 25 марта — Жан Саблон (ум. 1994) — французский певец и актёр
- 27 марта — Пи Ви Расселл[англ.] (ум. 1969) — американский джазовый кларнетист, саксофонист и композитор

### Апрель
- 9 апреля — Антал Дорати (ум. 1988) — венгерский и американский дирижёр и композитор
- 18 апреля — Литтл Бразер Монтгомери[англ.] (ум. 1985) — американский джазовый пианист и певец
- 28 апреля — Пауль Захер (ум. 1999) — швейцарский дирижёр и музыкальный педагог

### Май
- 23 мая — Люча Рейес[исп.] (род. 1944) — мексиканская певица и актриса

### Июнь
- 1 июня
  - Бернхард Конц (ум. 1999) — немецкий дирижёр
  -  Вальтер Легге (ум. 1979) — британский музыкальный продюсер
- 3 июня — Жозефина Бейкер (ум. 1975) — американская и французская танцовщица, певица и актриса
- 27 июня — Альберто Рабальяти[итал.] (ум. 1974) — итальянский певец и актёр
- 28 июня — Саффорд Кейп[англ.] (ум. 1973) — американский дирижёр, композитор и музыковед

### Июль
- 7 июля — Антон Карас (ум. 1985) — австрийский цитрист и композитор
- 15 июля — Александр Фридлендер (ум. 1990) — советский дирижёр, композитор и педагог
- 26 июля — Руби Мерсер (ум. 1999) — американская и канадская оперная певица (сопрано) и музыкальная журналистка
- 29 июля — Джозеф Райефф (ум. 2002) — американский пианист и музыкальный педагог русского происхождения
- 30 июля — Людовит Райтер (ум. 2000) — чехословацкий и словацкий дирижёр и композитор

### Август
- 1 августа — Натан Перельман (ум. 2002) — советский и российский пианист и музыкальный педагог
- 16 августа — Харалдс Меднис (ум. 2000) — советский и латвийский хоровой дирижёр

### Сентябрь
- 1 сентября — Рут Рубин (ум. 2000) — американская поэтесса, певица, музыковед и фольклорист
- 4 сентября — Александр Мойзес (ум. 1984) — словацкий органист, дирижёр, композитор и педагог
- 15 сентября — Даниил Френкель (ум. 1984) — советский композитор, дирижёр и пианист
- 20 сентября — Дэвид Шейнфелд (ум. 2001) — американский скрипач и композитор
- 25 сентября
  - Ярослав Ежек (ум. 1942) — чешский композитор, драматург и пианист
  - Дмитрий Шостакович (ум. 1975) — советский композитор, пианист, педагог и музыкально-общественный деятель
- 30 сентября — Мирей Хартух[фр.] (ум. 1996) — французская певица, композитор и актриса

### Октябрь
- 9 октября — Янис Иванов (ум. 1983) — латвийский советский композитор, дирижёр и педагог
- 10 октября — Пол Крестон[англ.] (ум. 1985) — американский композитор
- 12 октября — Вилли Хесс (ум. 1997) — швейцарский музыковед, композитор и педагог
- 15 октября — Виктория Спайви[англ.] (ум. 1976) — американская блюзовая певица, пианистка и композитор
- 22 октября — Чарльз Линч[англ.] (ум. 1984) — ирландский пианист
- 27 октября — Хелен Берлин (ум. 2002) — американская скрипачка
- 31 октября — Луиза Тальма[англ.] (ум. 1996) — американская пианистка и композитор

### Ноябрь
- 3 ноября — Альма Розе[нем.] (ум. 1944) — австрийская скрипачка
- 9 ноября — Пит Браун[англ.] (ум. 1963) — американский джазовый саксофонист и бэнд-лидер
- 10 ноября — Леонидс Вигнерс (ум. 2001) — советский и латвийский дирижёр и композитор
- 24 ноября — Конрад Хансен (ум. 2002) — немецкий пианист и музыкальный педагог

### Декабрь
- 10 декабря — Харольд Адамсон[англ.] (ум. 1980) — американский поэт-песенник
- 26 декабря — Морган Льюис[англ.] (ум. 1968) — американский автор песен
- 27 декабря — Оскар Левант (ум. 1972) — американский актёр, комик, телеведущий, пианист и композитор

## Скончались
- 23 января — Чарльз Хантер[англ.] (29) — американский композитор
- 30 января — Пол Дрессер[англ.] (48) — американский певец, автор песен и актёр
- 25 февраля — Антон Аренский (44) — русский композитор, пианист, дирижёр и музыкальный педагог
- 11 марта — Бернхард Вольф (70) — немецкий музыкальный педагог
- 22 марта — Мартин Вегелиус (59) — финский композитор, дирижёр и музыкальный педагог
- 25 апреля — Джон Ноулз Пейн (67) — американский органист и композитор
- 9 мая — Хелен Лемменс-Шеррингтон[англ.] (71) — британская эстрадная и оперная певица (сопрано)
- 11 мая — Готтардо Альдигьери[итал.] (82) — итальянский оперный певец (баритон)
- 21 мая — Николай Галкин (49) — русский скрипач, дирижёр и музыкальный педагог
- 24 мая — Хайнрих Райманн[нем.] (56) — немецкий музыковед, органист и композитор
- 30 мая — Энрике эль Меллисо[исп.] (57) — испанский певец фламенко
- 7 июня — Синьор Броколини[англ.] (64) — американский оперный певец и актёр ирландского происхождения
- 1 июля — Мануэль Патрисио Родригес Гарсиа (101) — испанский оперный певец (бас) и музыкальный педагог
- 8 июля — Иван Мельников (74) ― русский оперный певец (бас-баритон)
- 9 июля — Альфред Штельцнер (53) — немецкий композитор и изобретатель музыкальных инструментов[1]
- 15 июля — Ольга-Александра Бажанская-Озаркевич (39) — украинская пианистка, фольклористка и писательница
- 29 июля — Александр Луиджини[фр.] (56) — французский композитор и дирижёр
- 26 августа — Ойген Гура (63) — австрийский оперный певец
- 1 сентября — Джузеппе Джакоза (58) — итальянский поэт, драматург, либреттист и педагог
- 6 октября — Реджинальдо Граццини (57) — итальянский композитор и музыкальный педагог
- 18 октября — Леон Гастинель[фр.] (83) — французский скрипач и композитор
- 21 октября — Луи Альбер Вицентини (64) — французский дирижёр, композитор и театральный режиссёр
- 14 декабря — Федерико Консоло (65) — итальянский скрипач и композитор
- 30 декабря — Эжен Гооссенс (61) — бельгийский дирижёр
- 31 декабря — Фридрих Гумперт (65) — немецкий валторнист и музыкальный педагог
- без точной даты
  - Байсерке Кулышулы (64/65) — казахский домбрист и кюйши
  - Фердинанд Бюхнер (82/83) — немецкий флейтист, композитор и музыкальный педагог
  - Леонтин де Мейсен[англ.] (70/71) — бельгийская оперная певица (колоратурное сопрано)
  - Нисн Спивак (81/82) — молдавский кантор и композитор